# Ptyonoprogne concolor
El avión oscuro (Ptyonoprogne concolor) es una especie de ave paseriforme de la familia Hirundinidae propia de la región indomalaya. 
Mide cerca de 13 cm de largo y posee un cuerpo ancho y una cola cuadrada y corta que tiene manchas blancas cerca de las puntas de la mayoría de las plumas de allí. Este avión tiene partes superiores color marrón claro y partes bajas ligeramente menos oscuras. Las dos subespecies son aves que se encuentran tradicionalmente desde el sur de Asia y el subcontinente indio hasta el sur de China y el norte de Tailandia, Vietnam y Laos.
Este avión anida bajo la saliente de un acantilado o en una estructura hecha por el hombre. El nido tiene forma de media taza y está hecho de barro, recubierto de una fina capa. Ambos adultos incuban los huevos, generalmente de dos a cuatro, y alimentan a los pichones. Esta especie no forma grandes colonias de apareamiento, sino que es más gregaria fuera de la temporada de reproducción. Se alimenta de una gran variedad de insectos que cazan cerca de las paredes de los acantilados. Suele ser presa de murciélagos de gran tamaño así como de otras aves, pero tanto la expansión progresiva de su extensa área de distribución como su abundante población sugieren que no debería haber preocupaciones con respecto a su estado de conservación.

## Taxonomía
El avión oscuro fue descrito formalmente en 1832 como Hirundo concolor por el soldado y ornitólogo británico William Henry Sykes, aunque luego el ornitólogo alemán Heinrich Gustav Reichenbach lo trasladó al género nuevo Ptyonoprogne en 1850. Sus parientes más cercanos son los otros tres miembros del género, el avión isabelino, el avión pálido y el avión roquero. El nombre del género deriva del griego antiguo ptuon (φτυον), «abanico», en referencia a la forma de la cola abierta y Procne (Πρόκνη), una doncella mitológica que se convirtió en una golondrina. El nombre específico, concolor, deriva del latín con («junto») y color y hace referencia a la coloración uniforme de esta ave.
Las tres especies de Ptyonoprogne son miembros de la familia de los hirundínidos y están dentro de la subfamilia Hirundininae, que comprende a las golondrinas y aviones, excepto al avión de río africano, una especie muy diferente. Los estudios de secuencia de ADN sugieren que hay tres grandes grupos en Hirundininae, relacionados sobre todo por el tipo de nido que fabrican. Estos grupos son los «aviones principales», incluyendo especies que escarban como el avión zapador; los que «adoptan» nidos, como la golondrina bicolor, que utiliza cavidades naturales y los que construyen su nido con barro. Las especies de Ptyonoprogne realizan esto, por lo que pertenecen allí. Las especies de Hirundo también construyen nidos abiertos, los aviones de Delichon fabrican uno cerrado y las golondrinas del los géneros Cecropis y Petrochelidon realizan uno cerrado con forma de retorta y un túnel de entrada.
El género Ptyonoprogne está relacionado en forma cercana con el amplio género de golondrinas Hirundo, pero un análisis de ADN mostró que un género Hirundo coherente debería también incluir al grupo de las aves que construyen con barro su nido. Aunque los nidos de los aviones dentro de Ptyonoprogne recuerdan a las especies Hirundo típicas como la golondrina común, el estudio de ADN demostró que si los aviones dentro de Delichon se consideran un género aparte, como normalmente se hace, Cecropis, Petrochelidon y Ptyonoprogne también deben estar separados.
En Pakistán, el área de distribución del avión oscuro se superpone con el área ocupada por la subespecie del avión isabelino P. f. peloplasta, pero el primero se localiza en las montañas, a una altura mucho mayor. Debido a que esta diferencia de altitudes marca diferentes nichos ecológicos para cada una de esas poblaciones, no se sabe si estas especies de aviones, tan próximas entre ellas, se pueden hibridar, lo que origina dudas sobre si son o no especies diferentes. Los aviones oscuros de Birmania y de Tailandia han sido descritos como subespecies separadas: P. c. sintaungensis (originalmente Krimnochelidon concolor sintaungensis, Baker, 1832), pero no se sabe si la diferencia es tan grande como la que existe con los individuos de la subespecie nominal.

## Descripción
El avión oscuro mide 13 cm y posee un cuerpo, alas y cola anchos. Sus partes superiores son color marrón claro y las inferiores, ligeramente menos oscuras, con una mancha rufa en el cuello y nuca. La cola es corta y cuadrada, con pequeñas manchas blancas en las puntas de todas las plumas, a excepción de las centrales y las más exteriores. Las plumas debajo de las alas son color marrón oscuro, los ojos son marrones, el pequeño pico es negro y las patas, marrón rosado. Ambos sexos son similares, pero los jóvenes tienen manchas color rufo grisáceo en el plumaje de las partes superiores y alas. Esta especie se distingue del avión roquero y el isabelino por el tono oscuro de su parte baja y las manchas blancas de su cola, significativamente más pequeñas que las de P. rupestris. Las plumas debajo de la cola son del mismo tono que las que recubren el abdomen, pero son más oscuras en esta última especie. Este pequeño avión vuela típicamente en forma lenta y sin prisas, pero puede hacerlo muy rápido en caso de necesidad. Su canto es muy similar a la del avión roquero y consiste en un chi, chi suave que sirve como llamada de contacto, además de un gorjeo cantarín.

## Distribución y hábitat
La subespecie nominal del avión oscuro habita en gran parte del subcontinente indio, desde el pie de los Himalayas al sur hasta las montañas Nilgiri y hacia el este de Bengala Occidental, mientras que P. c.  sintaungensis puede encontrarse en el sudoeste de China y el norte de Tailandia, Vietnam y Laos. La especie es residente por lo general, a excepción de las migraciones locales que realiza tras la reproducción. Al menos una vez se la halló en Malasia y fue vagabunda en Sri Lanka y probablemente, Borneo.
Su hábitat natural son las tierras de colinas o montañas con acantilados, grietas y cavidades, ya que suelen anidar a una altura de 1800 metros o de 2000 en Tailandia. El avión también vive en tierras bajas y emplea las estructuras hechas por el hombre como sustituto de los precipicios naturales. Los edificios de piedra, como las antiguas fortalezas son los favoritos y se puede encontrar a la especie en áreas urbanas, incluyendo a Mumbai. Los nidos fabricados en los edificios pueden estar a treinta metros del suelo y a veces estos se construyen en lugares poco corrientes, como instalaciones eléctricas.

## Comportamiento

### Reproducción

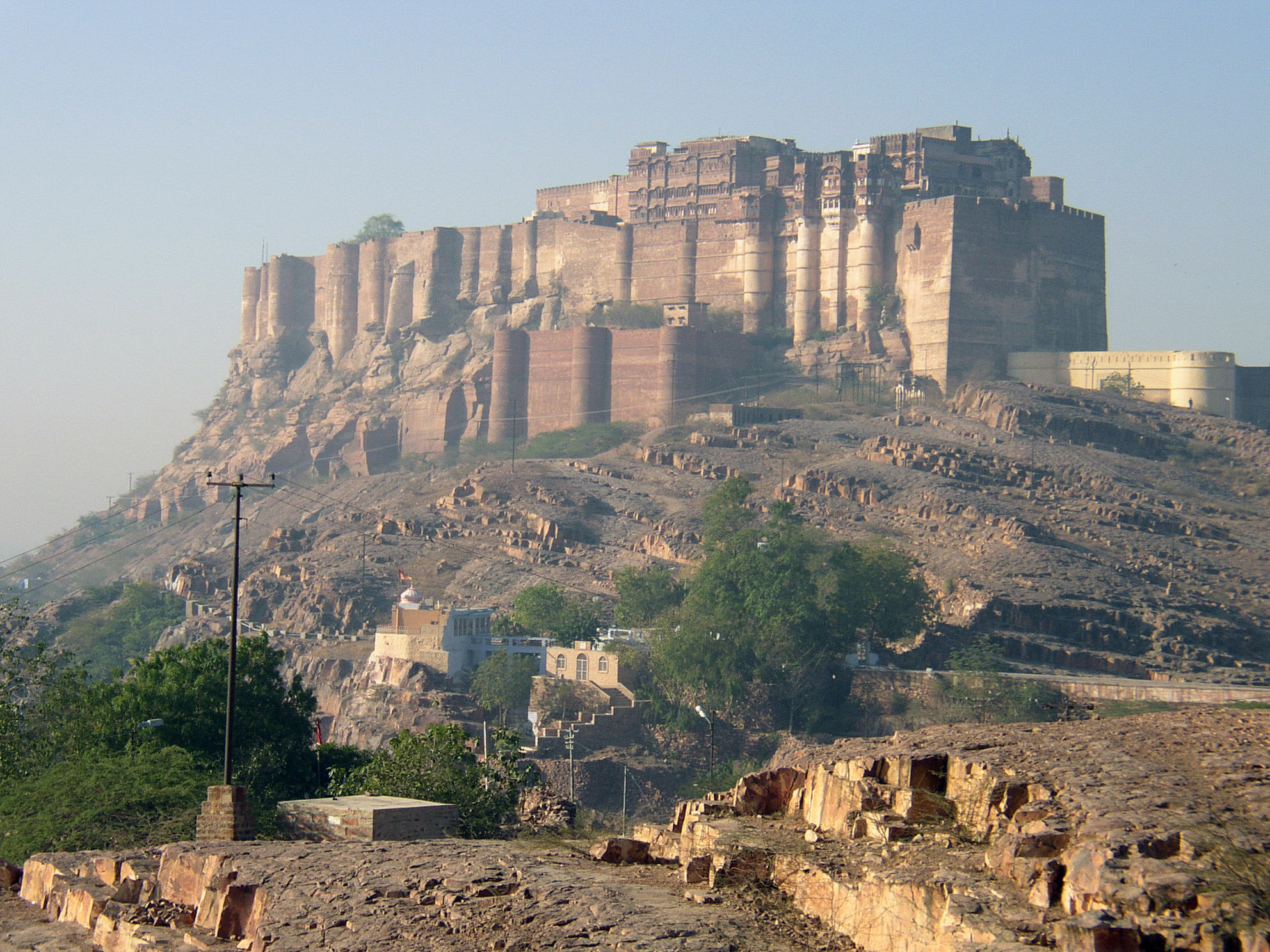
Las antiguas fortalezas, como la de Mehrangarh son los sitios artificiales preferidos de los aviones para construir su nido.

Las parejas anidan solas en general, aunque en ciertas zonas apropiadas varias pueden estar muy cerca de las otras. El hábitat natural de la especie para anidar son las salientes de las paredes de los acantilados y las riberas, pero también usan las estructuras fabricadas por el hombre. Prefieren los edificios de piedra, como las fortalezas en las colinas, las mezquitas y tumbas. Otros de los lugares elegidos incluyen puentes, arcos y alcantarillas. Se han registrado casos de aviones reproduciéndose todo el año, pero las épocas más frecuentes para esto son en febrero y marzo y nuevamente, cuando comienzan las lluvias, en julio y agosto. Generalmente, se dan dos nidadas. El nido, construido por ambos adultos, tiene forma de media taza y está hecho de barro y material suave, como plumas o pasto seco. Está construido bajo una saliente o en una grieta, en un acantilado o estructura artificial, y se reutiliza para la segunda nidada y en los años posteriores. Normalmente ponen en cada nidada de dos a cuatro huevos blancos con manchas marrones rojizas, sobre todo en los polos y sus medidas son 17,7 x 13 mm y pesan 1,57 g. Ambos adultos incuban y alimentan a los pichones. Se desconocen la duración del tiempo en que los pichones permanecen en el nido y lo que tardan en emplumecer, pero se calcula que son los mismos que los del avión roquero (13 a 17 días en el nido y 24 a 27 días para la muda).

### Alimentación
El avión oscuro se alimenta principalmente de insectos que caza en pleno vuelo. Mientras permanecen en el nido, normalmente vuelan en derredor cerca de una pared rocosa para buscar sus presas. Este avión es más bien gregario fuera de la temporada de apareamiento y forma pequeñas bandadas cuando el alimento abunda. Prefieren las superficies verticales para cazar y un estudio del avión roquero, que tiene un modo similar de hacerlo, demostró que las paredes de los acantilados generan ondas estacionarias en el aire que hacen que los insectos se concentren cerca de las áreas verticales. El avión caza en dicha zona del acantilado y se apoya en su capacidad para hacer maniobras y su habilidad para hacer giros cerrados. Los más jóvenes cazan cerca del nido, donde hay más alimento disponible.

## Estado de conservación
La población total del avión oscuro no se ha determinado, pero se supone que se está incrementando debido a la disponibilidad de más sitios artificiales para anidar. El avión es común en India, Tailandia y el sur de China y actualmente parece ser que el área de distribución de la especie se está extendiendo hacia el noreste en regiones como Guangxi, en el sur hacia Laos y al oeste, en las colinas y planicies de Sindh. También hay un reporte sin confirmar de la presencia de la especie en Camboya. En cuanto a sus predadores, además de ser cazado por aves de presa como el halcón peregrino, este pequeño avión figura en la dieta del falso vampiro mayor. Su extensa área de distribución y su densidad de población (gran número de individuos dentro del área ocupada) hacen suponer que el avión oscuro no está amenazado y se clasifica como especie bajo preocupación menor en la Lista Roja de la UICN.